# رومن اینگاردن
رومن ویتولد اینگاردن (۵ فوریه ۱۸۹۳–۱۴ ژوئن ۱۹۷۰) فیلسوف لهستانی بود که در زمینه‌های زیبایی‌شناسی، هستی‌شناسی و پدیدارشناسی فعالیت داشت.
پیش از جنگ جهانی دوم، اینگاردن آثار خود را عمدتاً به زبان آلمانی و در کتاب‌ها و روزنامه‌ها منتشر می‌کرد. در طول جنگ، او به دلیل همبستگی با سرزمین مادری خود پس از حمله آلمان، به زبان لهستانی روی آورد و در نتیجه، آثار اصلی او در هستی‌شناسی تا حد زیادی توسط جهان گسترده‌تر و جامعه فلسفی ناشناخته و کشف نشده باقی ماند. با این وجود، نوشته‌های اینگاردن از به‌صورت غیر مستقیم طریق نوشته‌های شاگردش و در نهایت پاپ، کارول وویتیلا، تأثیر فرهنگی خود را بر جای گذاشته است.

## زندگی‌نامه
اینگاردن در ۵ فوریه ۱۸۹۳ در کراکوف، اتریش-مجارستان متولد شد. او ابتدا ریاضیات و فلسفه را در دانشگاه لووف زیر نظر کازیمیژ تواردوفسکی آموخت، سپس برای تحصیل فلسفه زیر نظر ادموند هوسرل به دانشگاه گوتینگن در آلمان نقل مکان کرد. هوسرل او را یکی از بهترین و بزرگ‌ترین شاگردانش می‌دانست و هوسرل را در دانشگاه فرایبورگ همراهی کرد، جایی که در سال ۱۹۱۸، اینگاردن رساله دکترای خود را با مدیریت هوسرل ارائه داد. عنوان پایان‌نامه او «شهود و عقل در نزد هانری برگسون» بود. اینگاردن پیش از این به دلیل افزایش تنش بین آلمان و لهستان به هوسرل پیشنهاد داده بود که به لووف منتقل شود و رساله جدیدی را زیر نظر تواردوفسکی بنویسد، اما هوسرل امتناع ورزید و علاقه‌ای نشان نداد.
اینگاردن سپس به لهستان بازگشت، جایی که دوران دانشگاهی خود را در آنجا گذراند. برای مدت طولانی، او مجبور بود با تدریس در دبیرستان، مخارج خود را تأمین کند. در این دوره، یکی از آثار او - گذشته از کار پسادکترایش در معرفت‌شناسی - مروری بر یادنامه‌ای بود که برای تواردوفسکی نوشته بود. این اثر شامل تحلیلی از «W sprawie uzasadnienia poetyki czystej» (در باب توجیه بوطیقای ناب) زیگمونت لمپیکی بود.
او در سال ۱۹۲۵، رسالهٔ فرادکتری (Habilitation) خود را با نام Essentiale Fragen (پرسش‌های اساسی) به کازیمیرز تواردوفسکی در دانشگاه لویو ارسال کرد. این تز مورد توجه جامعه فلسفی انگلیسی زبان قرار گرفت. در سال ۱۹۳۳، دانشگاه او را به استاد فلسفه ارتقا داد. او به دلیل کارش روی اثر هنری ادبی (Das literarische Kunstwerk . Eine Untersuchung aus dem Grenzgebiet der Ontologie, Logik und Literaturwissenschaft, 1931) به شهرت رسید. به ویژه، علاقه به آثار او زمانی افزایش یافت که ترجمه انگلیسی این متن منتشر شد.
از سال ۱۹۳۹ تا ۱۹۴۱ در طول اشغال لووف بدست شوروی، او فعالیت دانشگاهی خود را ادامه داد و در منطقه کراکوف زندگی کرد. پس از عملیات بارباروسا در سال ۱۹۴۱، تحت اشغال آلمان، اینگاردن مخفیانه به دانش‌آموزان ریاضیات و فلسفه آموزش می‌داد. پس از بمباران خانه‌اش، او به کار روی کتابش، «بحث بر سر وجود جهان»، ادامه داد.
اینگاردن در سال ۱۹۴۵ و اندکی پس از جنگ، استاد دانشگاه نیکولاس کوپرنیک در تورون شد، اما در سال ۱۹۴۶ تحت رژیم کمونیستی ممنوع‌الفعالیت شد. سپس به دانشگاه یاگیلونیا در کراکوف نقل مکان کرد و در آنجا به او شغلی پیشنهاد شد. با این حال، در سال ۱۹۴۹ از تدریس منع شد، به دلیل ایدئالیسمِ منتسب به او، و اینکه او را «دشمن ماتریالیسم» می‌دانستند. در سال ۱۹۵۷، پس از لغو ممنوعیت، او دوباره در دانشگاه یاگیلونیا منصوب شد و به تدریس، نوشتن و انتشار آثار پرداخت.
اینگاردن در ۱۴ ژوئن ۱۹۷۰ در کراکوف بر اثر خونریزی مغزی درگذشت.

## آثار
اینگاردن یک پدیدارشناس واقع‌گرا بود و بنابراین ایده‌آلیسم استعلایی هوسرل را نمی‌پذیرفت. تربیت او پدیدارشناسی بود؛ بنابراین، کار به‌طور کلی به هستی‌شناسی معطوف بود. به همین دلیل است که اینگاردن یکی از مشهورترین هستی‌شناسان پدیدارشناس است، زیرا او کوشید تا ساختار هستی‌شناختی و وضع هستی اشیاء مختلف را بر اساس ویژگی‌های اساسی هر تجربه‌ای که می‌تواند چنین دانشی را فراهم کند، توصیف کند.
شناخته‌شده‌ترین آثار اینگاردن و تنها آثاری که برای خوانندگان انگلیسی‌زبان به‌طور گسترده شناخته شده‌اند، به زیبایی‌شناسی و ادبیات می‌پردازند. برای مثال، محبوب‌ترین کتاب او «اثر هنری ادبی» بود که مفهوم اثر هنری ادبی را بررسی می‌کرد. در این کتاب، اینگاردن استدلال کرد که یک اثر هنری ادبی، ابژه‌ای کاملاً قصدی (intentional) و محصول اعمال آگاهانه‌ی نویسنده است. این اثر به توسعه نظریه ادبی به نام نقد مبتنی بر واکنش خواننده کمک کرد و بر محققانی مانند رنه ولک و ولفگانگ ایزر تأثیر گذاشت. یکی دیگر از مفاهیم قابل توجه در زیبایی‌شناسی اینگاردن، این ایده او بود که موسیقی شکلی از ادبیات نیست. او معتقد بود که آثار ادبی چهار لایه هستی‌شناختی متمایز دارند و یکی از این لایه‌ها - لایه عینیت‌های بازنمایی‌شده - در آثار موسیقی وجود ندارد. او در طبقه‌بندی خود از آثار هنری ادبی، اشاره کرد که ارزش زیبایی‌شناختی، هارمونی چندصدایی است که میان این لایه‌های معنایی پدید می‌آید.
تمرکز انحصاری بر آثار زیبایی‌شناختی اینگاردن، منعکس‌کنندهٔ دیدگاه کلی فلسفی اینگاردن نیست، دیدگاه کلی او بر ایده‌های مربوط به هستی‌شناسی صوری، اگزیستانسیال و مادی مطرح‌شده در کتاب «بحث بر سر وجود جهان» متمرکز است. اینگاردن در پژوهش‌های زیبایی‌شناختی خود، زیبایی‌شناسی را بخش جدایی‌ناپذیر فلسفه می‌دانست. او استدلال کرد که نظریه زیبایی‌شناسی او نه تنها تحلیلی از هنر است، بلکه رویکردی است که به مسائل اساسی فلسفی پاسخ می‌دهد. اینگاردن همچنین تلاش کرد تا یک حلقه پدیدارشناسی در لووف تأسیس کند. این گروه که بر زیبایی‌شناسی و روان‌شناسی توصیفی تمرکز داشت، برخی از شاگردان تواردوفسکی از جمله لئوپولد بلاستین و اوژنی گینزبرگ را به خود جذب کرد. اینگاردن از همکاران نزدیک ادیت استاین بود. زمانی که همکاری استاین با هوسرل مورد انتقاد قرار گرفت، اینگاردن او دفاع کرد.
اینگاردن زندگی‌نامه خود را در سال ۱۹۴۹ نوشت. این اثر که به صورت سوم شخص نوشته شده بود، یکی از سه زندگینامه‌ای بود که او این اثر را به ولادیسلاو تاتارکیویچ، که در آن زمان مشغول ویرایش کتاب «تاریخ فلسفه» خود بود، تقدیم کرد. این فیلسوف همچنین برای هوسرل کار کرده بود.

### آثار اصلی به زبان آلمانی
- Intuition und Intellekt bei Henri Bergson, Halle: Max Niemeyer, 1921
- Essentiale Fragen. Ein Beitrag zum Problem des Wesens, Halle: Max Niemeyer, 1925
- Das literarische Kunstwerk. Eine Untersuchung aus dem Grenzgebiet der Ontologie, Logik und Literaturwissenschaft, Halle: Max Niemeyer, 1931
- Untersuchungen zur Ontologie der Kunst: Musikwerk. Bild. Architektur. Film, Tübingen: Max Niemeyer, 1962
- Der Streit um die Existenz der Welt, Bd. I, II/I, II/2. Tübingen: Max Niemeyer, 1964
- Vom Erkennen des literarischen Kunstwerks, Tübingen: Max Niemeyer, 1968
- Erlebnis, Kunstwerk und Wert. Vorträge zur Ästhetik 1937-1967, Tübingen: Max Niemeyer, 1969
- Über die Verantwortung. Ihre ontischen Fundamente, Stuttgart: Reclam, 1970
- Über die kausale Struktur der realen Welt. Der Streit um die Existenz der Welt, Band III, Tübingen: Max Niemeyer, 1974

### آثار اصلی به زبان لهستانی
- Niektóre założenia idealizmu Berkeley'a [Some of the Tenets of Berkeley’s Idealism]. Lwów. 1931.
- O poznawaniu dzieła literackiego (The Cognition of the Literary Work of Art), Ossolineum, Lwów: 1937
- O budowie obrazu. Szkic z teorii sztuki (On the Structure of Paintings: A Sketch of the Theory of Art), Rozprawy Wydziału Filozoficznego PAU Vol. LXVII, No.2, Kraków, 1946
- O dziele architektury (On Architectural Works), Nauka i Sztuka, Vol. II, 1946, No. 1, pp. 3-26 and No. 2, pp. 26-51
- Spór o istnienie Świata (Controversy over the Existence of the World), PAU, Vol. I, Kraków: 1947, Vol. II, Kraków, 1948
- Szkice z filozofii literatury (Sketches on the Philosophy of Literature), Vol. 1, Spółdzielnia wydawnicza "Polonista," Łódz, 1947
- Elementy dzieła muzycznego (The Elements of Musical Works), Sprawozdania Towarzystwa Naukowego w Toruniu, Vol. IX, 1955, Nos. 1-4, pp. 82-84
- Studia z estetyki (Studies in Aesthetics), PWN, Vol. I Warszawa, 1957, Vol. II, Warszawa, 1958
- O dziele literackim (On Literary Works). PWN, Warszawa, 1960
- Przeżycie - dzieło - wartość (Experience - Work of Art - Value). Wydawnictwo Literackie, Kraków, 1966
- Studia z estetyki Tom III (Studies in Aesthetics, Vol. III), PWN, Warszawa, 1970
- U podstaw teorii poznania (At the Foundations of the Theory of Knowledge), PWN, Warszawa, 1971
- Książeczka o człowieku (Little Book About Man), Wydawnictwo Literackie, Kraków, 1972.
- Utwór muzyczny i sprawa jego tożsamości (The Work of Music and the Problem of Its Identity), Polskie Wydawnictwo Muzyczne, Warszawa, 1973.

### آثار اصلی ترجمه شده به انگلیسی
- Controversy over the Existence of the World. Volumes I and II, translated by Arthur Szylewicz, Bern: Peter Lang, 2013 / 2016.
- Time and Modes of Being, (selection from Der Streit), translated by Helen R. Michejda. Springfield, Illinois: Charles C. Thomas, 1964.
- The Cognition of the Literary Work of Art, Translated by Ruth Ann Crowley and Kenneth R. Olson. Evanston, Illinois: Northwestern University Press, 1973.
- The Literary Work of Art, Translated by George G. Grabowicz. Evanston, Illinois: Northwestern University Press, 1973.
- Letter to Husserl about the VI [Logical] Investigation and ‘Idealism’ In Tymieniecka, 1976.
- Man and Value, Translated by Arthur Szylewicz. München: Philosophia Verlag, 1983.
- On the Motives which led Edmund Husserl to Transcendental Idealism, Translated by Arnor Hannibalsson. The Hague: 1976.
- The Ontology of the Work of Art, Translated by Raymond Meyer with John T. Goldthwait. Athens, Ohio: Ohio University Press, 1989.
- Selected Papers in Aesthetics, Ed. by Peter J. McCormick, München: Philosophia Verlag,1985.
- The Work of Music and the Problem of Its Identity, Translated by Adam Czerniawski. London: Macmillan, 1986.

## مقالات مرتبط
- تاریخ فلسفه در لهستان
- فهرست لهستانی‌ها

## برای مطالعهٔ بیشتر
- J. Mitscherling Roman Ingarden's Ontology and Aesthetics, Ottawa: University of Ottawa Press, 1997.
- Robert Magliola, "Part II, Chapter 2: Roman Ingarden," in Robert Magliola, Phenomenology and Literature: An Introduction (Lafayette, Indiana: Purdue University Press, 1977; 1978), pp. 107–141 see review Holdheim, W. Wolfgang (1979). "The Lessons of Phenomenology". Diacritics. 9 (2): 30–41. doi:10.2307/464782. JSTOR 464782."The Lessons of Phenomenology". Diacritics. 9 (2): 30–41. doi:10.2307/464782. JSTOR 464782.